# Santepratique
Santepratique.fr est un portail d’information médicale et de prévention indépendant, proposé par IDS Santé, société spécialisée dans l’éducation santé au cabinet médical.
Santepratique.fr est destiné à la fois au grand public désireux de se documenter en matière de santé, bien-être et prévention, mais aussi aux professionnels de la santé, soucieux de recommander à leurs patients un site internet indépendant et à leur proposer une documentation pédagogique grâce aux fiches explicatives sur les troubles, les maladies ou le bien-être et la prévention, aux vidéos, aux fiches « recettes » et régimes.
Pour aider les professionnels de santé dans leur mission d'éducation et d'information de leurs patients, Santepratique contient notamment une encyclopédie médicale illustrée par une bibliothèque de 220 vidéos pédagogiques, des quiz en ligne mais aussi des fiches explicatives sur les applications mobiles utiles au suivi des patients.

Certifié HON, le site respecte scrupuleusement les huit principes de la charte HON, dont la transparence du financement, l’indépendance et la fiabilité du contenu, la mention claire des références utilisées et des publicités diffusées.

## Vocation du site
Santepratique soutient les professionnels de santé dans leur rôle d'éducateur santé en favorisant l’information et l’éducation de leurs patients, et la prévention santé.
Les ambitions de Santepratique sont de sensibiliser le grand public aux problématiques de santé, d’accompagner le patient dans la préparation de sa consultation, mais aussi de l’aider à suivre une bonne hygiène de vie et à renforcer sa vigilance dans le domaine de l’observance thérapeutique
.

## Contenu des rubriques
Santepratique.fr propose plusieurs rubriques consacrées à la santé, au bien-être et à la prévention.
- Un onglet « actualité » propose des « dossiers », articles sur un thème lié à la santé, des « zooms », articles sur une actualité. Une sous-rubrique « Académie de médecine » renvoie aux  dossiers et aux communications de celle-ci.
- « Ma santé »  regroupe plusieurs fiches relatives aux  « situations d’urgence » comme le malaise cardiaque ou les saignements. « L’hygiène et la prévention » sont aussi évoquées à travers de grands thèmes de santé publique comme l’alcoolo-dépendance ou le dépistage de cancer.
- « Ma famille » recense des thématiques liées à la grossesse et à la jeune maman, mais aussi aux "Petits", aux nourrissons et jeunes enfants, aux "seniors". Enfin, la sous-rubrique "Vivre avec" propose des fiches pratiques pour apprendre à vivre avec sa maladie comme le diabète, mais aussi le handicap.
- Les « maladies » recouvrent des fiches pédagogiques sur des « pathologies et des symptômes » mais aussi des « examens et gestes techniques »,  mis à disposition des internautes pour qu’ils se documentent sur des maladies telles que l’anorexie mentale, le cancer du sein ou encore la mucoviscidose. Ces articles sont très souvent illustrés par des animations 3D qui permettent aux patients de mieux comprendre leur pathologie. Enfin, le lexique permettra à l'internaute d'accéder rapidement à la définition d'un terme médical.
- « À la pharmacie »  réunit des renseignements concernant les « médicaments », « leur bon usage » grâce à un annuaire, des fiches pratiques comme celle intitulée « les traitements de la thyroïde » ; mais aussi des thèmes liés à des « traitements alternatifs » comme l’homéopathie ou la phytothérapie. Cette rubrique remise à jour chaque mois regroupe également plus de 22 000 posologies de médicaments (banque Claude Bernard).
- Des sujets relatifs aux « droits et démarches des patients », au « système de soins », aux « remboursements » et aux  « mutuelles » sont traités à travers des fiches pratiques telles que la Carte Européenne d’assurance maladie ou les différents types de complémentaires santé, pour aider les patients à mieux comprendre leur parcours de soins.
- « Pleine forme » propose des articles sur la contraception ou la thalassothérapie par exemple, qui sont organisés selon des thématiques telles que la « chirurgie esthétique », la « sexualité » et la « beauté ». Cette section regroupe de nombreux conseils pour aider les internautes à prendre soin de leur santé et leur bien-être.
- La rubrique « alimentation » informe les internautes soucieux de surveiller leur équilibre alimentaire. Ils trouveront des « recettes » selon différents types de régimes comme le régime crétois ou le régime acido-basique, mais aussi des informations pratiques sur les équivalences et les apports nutritionnels conseillés.

D’autre part, ce site web offre la possibilité aux internautes de s’auto-évaluer en matière de santé.
- « Testez-vous » présente des informations santé grâce à des activités ludiques comme les  « questions pratiques », les « vrais/faux »,  le « lexique »,  les « auto-tests ».
- La rubrique « vidéos » permet d’accéder à une vidéothèque classée par thématique et renvoyant à des fiches pédagogiques. Ces animations permettent en quelques minutes de mieux comprendre sa santé. Pédagogiques, elles offrent à l’internaute la possibilité de visualiser le développement d’une maladie ou le fonctionnement du corps humain.

## Caractère éthique

### Un respect des principes de la Haute Autorité de Santé (HAS)
Santepratique a été conçu à partir des principes de la Haute Autorité de Santé dans le cadre de la certification HON des sites internet santé.

### Une information indépendante
Le contenu du site est rédigé par une équipe composée de médecins, pharmaciens, journalistes santé totalement indépendants, dans le plus strict respect de l'EBMet sous le contrôle du Dr Sophie Duméry.
Par ailleurs, certaines rubriques ont été confiées à des partenaires tels que l’ARC (Association pour la recherche contre le Cancer), l’AFD (Association française des Diabétiques), Asthme & Allergies, l’ARSEP Fondation (Fondation pour l’Aide à la recherche sur la Sclérose En Plaques), l’Association France Alzheimer, l’Académie Nationale de Médecine, le CISS (Collectif Interrassociatif Sur la Santé), ou encore Santé Voyages.

### Une absence de consultation médicale en ligne
Santepratique exclut toute forme de consultation médicale en ligne : seul un examen clinique pratiqué par un professionnel de santé est en mesure de proposer un diagnostic et un traitement.
Santepratique.fr ne se substitue aucunement au rôle des professionnels de santé.

## Caractère publicitaire
Comme spécifié dans la charte HON, la publicité présente sur le site s’articule sous forme de bandeaux ou de pavés publicitaires insérés sur plusieurs pages et portant la mention « publicité » ou sur des pages de publi-communiqués, clairement étiquetés comme tels.

## Partenaires
Santepratique a été élaboré grâce au soutien de plusieurs partenaires dont l’Association Française des Diabétiques, l’Académie Nationale de Médecine, le CISS (Collectif Interrassociatif Sur la Santé), et d’autres organismes comme la Croix Rouge. Le contenu émanant de ces institutions ou organismes est clairement identifié (Se référer aux sources des articles).

## Filiales
- Santepratique-pro.fr : site destiné aux professionnels de la santé
- IDS Santé : Les médias de l'éducation santé
- IDS International : Your Healthcare Intelligence Company